# Карабантес
Карабантес (ісп. Carabantes) — муніципалітет в Іспанії, у складі автономної спільноти Кастилія-і-Леон, у провінції Сорія. Населення — 25 осіб (2010).
Муніципалітет розташований на відстані близько 190 км на північний схід від Мадрида, 45 км на південний схід від Сорії.

## Демографія
Динаміка населення (INE ):